# 존 맥아더 (목사)
존 풀러톤 맥아더 주니어(영어: John Fullerton MacArthur Jr. 존 플러튼 매카서 주니어[*], 1939년 6월 19일 ~ 2025년 7월 14일)는 미국의 목회자이자 캘리포니아 그레이스 커뮤니티 교회의 목사이었다.  
캘리포니아주 뉴홀 (Newhall) 에 있는 마스터 대학 (Master 's University)의 총장, 로스 앤젤레스 캘리포니아 (Los Angeles)에 마스터스 신학교 (Master 's Seminary)의 총장, 그레이스 커뮤니티 교회(Grace Community Church)의 담임 목사를 하였다. 그는 신복음주의 영향의 보수적 개혁주의(칼뱅주의)자로서 강해설교가로 유명하다. 미국 크리스처니티 투데이에서 가장 영향력있는 설교자 가운데 한명이다. 래리 킹 라이브에서도 자주 초청된다.  21세기 가장 영향력 있는 목회자이자 최고의 성경 해석가로 손꼽히며, 수많은 베스트셀러의 저자로 전 세계 크리스천의 삶에 커다란 감동을 전하였다. 5대째 목회자 집안에서 태어난 그는 그레이스 커뮤니티 교회에서 50년 넘게 사역하였다. 처음 부임할 때 설교 이외의 모든 교회 업무는 사양한다는 조건을 내세운 것으로 유명하다. 그는 부임한 후 오직 말씀으로 양육해 성도 1만 명이 넘는 교회로 성장시키면서, 교회는 진리의 말씀만으로 충분하다는 것을 증명하여 많은 목회자의 모델이 되었다. 또한 그는 국제적으로 방송되는 텔레비전과 라디오 프로그램인 “그레이스 투 유 Grace to You”를 통해 전 세계에 영향력을 미쳤다. 2025년 7월 14일에 소천했다.
저서로는 《존 맥아더의 어떻게 성경을 공부하는가?》, 《어떻게 구원을 확신하는가?』, 『맥아더 성경 주석》, 《최고의 설교》, 《하나님 나라의 비유》, 《예배》, 《하나님의 뜻》, 《목회자는 설교자다》, 《예수님이 선택한 평범한 사람들》, 《굳게 서라》, 《세상보다 나은 기독교》 등이 있다.

## 신학
맥아더 목사는 신복음주의 영향의 기독교 정통 보수주의를 대표하는 인물로 꼽히고 있다. 그 이유로는 성경 중심의 강해설교를 통해 왜곡된 복음주의를 바로잡는 진리선포를 목표로 하기 때문이다. 그는 설교 뿐만 아니라, 다양한 채널을 통해서 번영신학과 사회정의 등의 보수적 입장에서 잘못된 신학을 통렬하게 지적하고, 진리를 바로 세우는 데, 주안점을 두고 있다. 또한, 오순절주의를 비판하며, 은사중지론을 펴서 그들로부터 많은 공격도 받았고, 반동성애적 입장과, 코로나 사태 때 교회문을 열어 예배를 하는 등의 태도로 반발을 사기도 했다.

## 사건사고
COVID-19로 캘리포니아 주 정부의 교회폐쇄 명령이 떨어졌음에도 예배를 강행하기로 결정했다. '캘리포니아 인구 중에 코로나로 인한 사망자는 0.002%뿐인데 왜 주 전체를 봉쇄해야 하는가'라고 주장하였다.
사실 맥아더 목사가 처음부터 현장 예배를 주장한 것은 아니고, 코로나 발발부터 21주간 교회를 폐쇄했었다. 당시 바이러스가 얼마나 치명적인지 데이터가 충분하지 않았던 상태에서 성도들을 보호해야 했고 지역 사회의 심각한 바이러스의 전염을 방지하려는 노력에 함께하고자 심사숙고 후에 내린 결정이었다.
그러나 이후 바이러스가 애초에 전 국민을 공포에 몰아넣었던 수준의 치명적인 전염병이 아니었음이 데이터를 통해서 드러나면서, 또 주 정부가 사회적 거리두기와 같은 방역 지침을 지키기 어려운 환경에서 진행되는 대규모의 Black Lives Matter 시위나 집회는 허가하면서 교회만을 타겟으로 선택적으로 방역을 한다고 강하게 비판하였다.
2020년 7월, 맥아더 목사는 자신의 설교에서 다음과 같이 이 사태에 대한 입장을 표명하였다. (영상)
| “ | 캘리포니아 주 4000만 인구 중 코로나19 사망자 수는 8500명이며 이는 전체 인구의 0.002%다. 캘리포니아에서 여러분이 생존할 확률은 99.99%다. 이 의미는 모이고, 예배하고, 기도하고, 찬양하고, 성경공부를 해도 99.98%는 죽지 않는다는 의미입니다. 그렇다면 왜 주 전체를 봉쇄하는가? 그것은 사회의 사람들이 반응하는 것과 일치하지 않습니다. 그리고 그 중의 절대 다수는 나이가 80세 이상입니다. 그러므로, 80세 이하의 경우에는 사망율이 더 적습니다. 80세 이하의 사람들이 코로나19에 감염되어 죽지 않을 확율은 99.99%입니다. 코로나는 인구의 0.01%에 영향을 끼칩니다. 그런데 매년 알콜로 인해 300만명이 사망합니다. 그러나 술을 판매하는 모든 가게는 문을 엽니다. 매년 250,000명이 담배로 인해서 죽습니다. 그러나 담배를 판매합니다. 흥미로운 주 통계는 441,000의 어린 아이들이 흡연 때문에 조기에 사망합니다. 그런데 어디에 담배 판매 등을 금지하는 것이 있나요? | ” |

| “ | 코로나 바이러스나 봉쇄조치, 또는 팬데믹이라고 불리는 것들에 대해 그동안 별로 언급을 하지 않았었습니다. 제가 이쪽 전문가는 아닙니다만, 이번 주에 실상을 드러내는 보고서가 하나 나왔습니다. 우리는 처음으로 진실이 무엇인지에 대해 들을 수 있었습니다. 정부기관인 질병통제 예방센터(CDC)에서 이 질병에 대한 진실을 알려왔습니다. 실상은 전체 사망자 중 6%만이 코로나 바이러스와 직접 연관이 있다는 것이었습니다. 94%는 직접 연관이 없습니다. (코로나) 사망자 16만명 중 9,210명만이 실제 코로나로 사망한 것입니다. 팬데믹이란건 존재하지 않습니다. 여러분들도 그렇게 생각해 오셨잖아요. 진실이 드러나기까지, 우리는 영적 리더로서 인내해야할 책임이 있다고 생각합니다. 저는 늘 의심스러웠습니다. 우리 교회는 수 주에 걸쳐 계속 모임을 지속해 왔습에도 멤버 중 그 누구도 코로나로 병원에 간 사람을 보지 못했기 때문입니다. 코로나 관련 숫자가 조작되었다는 것은 명백합니다. 두 세가지의 동반질환을 가진 사람들을 코로나 사망자에 포함시켰습니다. 이러한 일을 벌인 것에는 바이러스와는 전혀 상관없는 이유가 있다는 것을 압니다. 세상에는 또 다른 종류의 바이러스가 퍼져있습니다. 그것은 '거짓'이라는 바이러스 입니다. 이 '거짓'이라는 바이러스 뒤에 있는 자는, 교활한 기만자인 사탄 그 자신입니다. 이 모든 거짓이 진행되는 가운데, 복음을 설파하는 교회의 문을 닫아버리기 위해 엄청나게 공을 들였다는 사실은 제게 그리 놀랄 일도 아니었습니다. 참고로 이건 정치적인 설교가 아닙니다. 복음을 설교하는 교회 문을 그들이 폐쇄시키려 했다는 것이 제게는 놀랄 일이 아니었습니다. 이 정도 수준의 거짓을 설계하는 자들은 하나님 나라에 속한 자들이 아닙니다. 그들은 어둠의 왕국에 속한 자들입니다. 속임은 사탄의 본성입니다. 이 세상의 신인 사탄은 그가 할 수 있는한 최선을 다해 사람들을 기만할 것입니다. | ” |

그는 이런 정부의 비상식적이고 폭력적 방역조치를 두고 꾸며낸 공포로 사람들을 조종하고 있다고 꼬집었다.  '코로나19 사태의 현황을 보여주는 통계와 정부가 말하는 코로나19 사태의 심각성이 일치하지 않는다. 정부의 주장과 달리 여러분은 바이러스로부터 99.99%의 확률로 안전하다'며, 이에 따라 어떤 장소든 정부가 봉쇄 정책을 내릴 하등의 이유가 없으며 헌법의 특별한 보호를 받는 교회를 닫아야 할 이유는 더더욱 없다'고도 밝혔다.
또한 그는 '역사를 통틀어 모든 혁명은 비상사태로 권력을 가진 이들의 힘이 비대해진 시대에 일어났다. 새로운 것이 아니다. 만일 사람들이 맞서 싸우지 않으면, 이 혁명의 의도와 상관없이 희생양이 될 것'이라고 경고했다.
그럼에도 주 정부는 행정명령을 강압적으로 밀어붙여 자신들의 명령을 어긴다면 강제조치 및 벌금, 더 나아가서는 구금할 수도 있다는 경고와 위협을 가했고, 맥아더는 법원의 최대 6개월 징역형이 선고될 수도 있다는 경고 편지를 받고도 다음과 같이 발언하며 예배를 강행하였다.
| “ | 그들이 나를 교도소에 가두기를 원한다면 나는 감옥 사역(Jail Ministry)을 시작하겠다. 나는 다른 사역을 많이 해봤지만 이런 사역을 할 기회는 없었다. 그러니 어디 한번 해보라. 어떠한 위협에도 예배를 포기하지 않는 것이 교회의 본분이며, 이미 초대교회때부터 복음을 지켜온 수많은 성도들이 박해와 고난을 받으며 순교의 피를 흘렸다. | ” |

이후 LA 카운티 방역 당국은 팬데믹 기간에 비대면 예배 등의 명령을 이행하지 않는다는 이유로 존 맥아더 목사를 고소하였다. 이 소식을 들은 트럼프 대통령은 맥아더에게 전화를 걸어 감사와 격려의 메세지를 전하였다.
교회 측 찰스 리만드리 변호사는 “법원은 법이 필요로 하는 그 어떤 조사나 분석 등을 적용하지 않은 채 가처분 명령을 내렸다”며 “현재 코로나19 확진자 숫자만으로는 교회 폐쇄를 정당화할 수 없다”고 말했다.
최종적으로 맥아더 목사는 이 재판에서 승소하였고, 당국은 코로나 방역과 관련해 제기된 그레이스 커뮤니티 교회와의 소송에서 400,000불의 합의금을 지불하였다.

## 저서

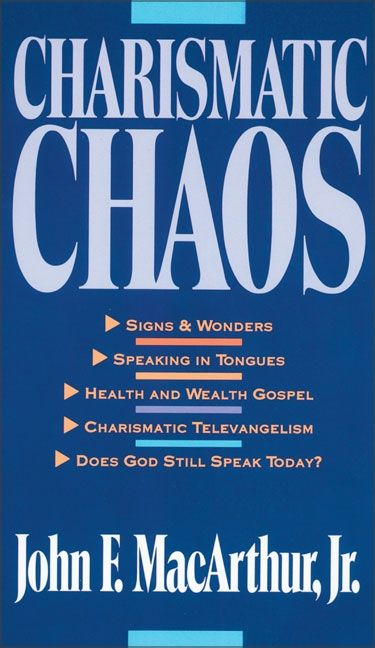
은사중지론에 대한 책 카라스마틱 혼돈

- 은사중지론에 대한 책 카라스마틱 혼돈Twelve Extraordinary Women: God Shaped Women of the Bible, and What He Wants to Do with You by John F. MacArthur (October 5, 2008)
- Twelve Ordinary Men: How the Master Shaped His Disciples for Greatness, and What He Wants to Do with You by John F. MacArthur (May 8, 2006)
- One Perfect Life: The Complete Story of the Lord Jesus by John F. MacArthur (March 4, 2013)
- Anxious for Nothing: God's Cure for the Cares of Your Soul (John Macarthur Study) by MacArthur, Jr., John (February 1, 2012)
- Safe in the Arms of God: Truth from Heaven About the Death of a Child by John F. MacArthur (July 8, 2003)
- Saved Without A Doubt: Being Sure of Your Salvation (John MacArthur Study) by MacArthur, Jr., John (January 1, 2010)
- The Charismatics: A Doctrinal Perspective Hardback (1978)
- Fundamentals of the Faith: 13 Lessons to Grow in the Grace and Knowledge of Jesus Christ by John MacArthur (February 24, 2009)
- The Charismatics Softback (1978)
- Gospel According to Jesus (1989) ISBN 0-310-28651-40-310-28651-4
- Charismatic Chaos (1993) ISBN 0-310-57572-90-310-57572-9
- Our Sufficiency in Christ (1998) ISBN 1-58134-013-31-58134-013-3
- Ashamed of the Gospel: When the Church Becomes Like the World (2001) ISBN 1-58134-288-81-58134-288-8
- Think Biblically!: Recovering a Christian Worldview (2003) ISBN 1-58134-412-01-58134-412-0
- Fool's Gold?: Discerning Truth in an Age of Error (2005) ISBN 1-58134-726-X1-58134-726-X
- The Jesus You Can't Ignore: What You Must Learn from the Bold Confrontations of Christ (2009) ISBN 1-4002-0206-X1-4002-0206-X
- Strange Fire: The Danger of Offending the Holy Spirit with Counterfeit Worship (2013) ISBN 978-1-4002-0517-2978-1-4002-0517-2
- Right Thinking in a Church Gone Astray: Finding Our Way Back to Biblical Truth (2017)
- The Gospel According to Paul: Embracing the Good News at the Heart of Paul's Teachings (2017)
- Biblical Doctrine: A Systematic Summary of Bible Truth (2017)
- None Other: Discovering the God of the Bible (2017)
- Why Government Can't Save You (2000) ISBN 0-8499-5555-6

## 추가 자료
- Jones, Karen (Nov–Dec 2009). “John MacArthur: Unleashing God's Truth—One Verse at a Time”. 《Bible Study Magazine》 2 (1): 10–14.
- John MacArthur: Servant of the Word and Flock, Iain H. Murray
- John Macarthur: Mainstreaming Paganism in the Church (Critical review)
- Seven Leaders: Pastors and Teachers, by Iain H. Murray